# Ásám
Ásám  (nověji též Asam) je severovýchodní stát na území Indie s hlavním městem Dispur. Má rozlohu 78 438 km², což odpovídá přibližně velikosti Česka. Stát má přes 26 miliónů obyvatel, většinu z nich tvoří Ásámci, početnými menšinami jsou Bengálci a Bodové. Největším městem je Guváhátí, jedno z nejrychleji rostoucích měst světa, jehož aglomerace dosahuje milionu obyvatel.
Stát leží v povodí řeky Brahmaputra, většinu území vyplňuje nížina, jen při severní a východní hranici se zvedají hory až do výše 1 960 m n. m. Podnebí je horké a vlhké (Ásám je nejdeštivějším státem Indie), časté jsou povodně. Pěstuje se čajovník (odrůda Assam), rýže setá, damarovník obrovský, cukrová třtina, brukev řepka, kurkuma, bambus a juta. Stát produkuje velké množství hedvábí, významná je i těžba ropy a zemního plynu (u Makumu vznikla v roce 1867 první těžní věž v Asii).
Na území Ásámu leží Národní park Manas a Národní park Kaziranga, chráněné jako Světové dědictví. Žije zde tygr indický, nosorožec indický, slon indický, arni, hulman zlatý, sambar indický, prase zakrslé, drop bengálský, orel páskovaný, krajta tmavá a další vzácné druhy. Významnou přírodní památkou je také prales Dehing Patkai. Státním symbolem Ásámu je orchidej Rhynchostylis retusa.
Ve středověku zde existovalo království Kamarupa, později království Ahom, které se neúspěšně pokoušela zabrat Mughalská říše. V letech 1821 až 1825 ovládla Ásám Barma a poté Britská Východoindická společnost, která ho připojila k Bengálské prezidencii. V roce 1911 byla vytvořena Ásámská provincie v rámci Britské Indie, která se roku 1947 stala jedním ze států nezávislé Indie. V šedesátých letech byly od Ásámu odděleny nové státy Nágáland, Méghálaja (tím přišel o původní hlavní město Šilaung), Arunáčalpradéš a Mizóram. O nezávislost země usiluje paramilitární skupina United Liberation Front of Assam (ULFA).